# Rosochate (województwo podkarpackie)
Rosochate (w latach 1977–1981 Olszyna) – nieistniejąca obecnie wieś w Polsce, położona w województwie podkarpackim, w powiecie bieszczadzkim, w gminie Czarna.

## Historia
Na przełomie XVIII/XIX wieku właścicielami dóbr byli Kieszkowscy herbu Krzywda: Antoni, a następnie Stanisław. W połowie wieku XIX właścicielem posiadłości tabularnej w Rosochatem był Mikołaj Wołodkiewicz.